# 高田衛
高田 衛（たかだ まもる、1930年4月17日 - 2023年7月5日）は、日本の日本近世文学研究者。旧・東京都立大学名誉教授。

## 人物・来歴
富山県砺波市生まれ。生家は老舗料理旅館の水月楼（現：すいげつろうホテル）。早稲田大学第二文学部日本文学科卒業、同大学院文学研究科修士課程、東京都立大学大学院博士課程修了。立正学園女子短期大学（現・文教大学女子短期大学部）、都立大学、近畿大学の教職を歴任。
専攻は上田秋成研究であったが、1980年に中公新書で『八犬伝の世界』を刊行し、曲亭馬琴『南総里見八犬伝』を道教的な視点から分析し、伏姫を文殊菩薩、八犬士を八大童子とみる説を出して注目を集めた。近世後期の幻想文学の著述紹介に力を注ぐ。高田による『八犬伝』の解釈については、徳田武（近世漢文学者、明治大学名誉教授）が批判、徳田-高田の論争が展開された。
1999年、『女と蛇 表徴の江戸文学誌』で第8回やまなし文学賞受賞。
2023年7月5日、うっ血性心不全のため死去。93歳没。

## 著作

### 単著
- 『上田秋成年譜考説』明善堂 1964
  - 『完本 上田秋成年譜考説』ぺりかん社 2013
- 『上田秋成研究序説』寧楽書房 1968
  - 『定本 上田秋成研究序説』国書刊行会 2012
- 『餓鬼の思想 中世文学私論』新読書社 1969
- 『雨月物語評解』有精堂出版 1980
  - 新編 『雨月物語』ちくま学芸文庫 1997.10。稲田篤信と共校注
- 『八犬伝の世界 伝奇ロマンの復権』中公新書 1980
  - 『完本 八犬伝の世界』 ちくま学芸文庫 2005
- 『江戸幻想文学誌』平凡社選書 1987。新編・ちくま学芸文庫 2000
- 『江戸の悪霊祓い師』筑摩書房 1991。新編・ちくま学芸文庫 1994。増補版・角川ソフィア文庫 2016.8
- 『女と蛇 表徴の江戸文学誌』 筑摩書房 1999
- 『江戸文学の虚構と形象』 森話社 2001
- 『お岩と伊右衛門 「四谷怪談」の深層』洋泉社 2002
- 『滝沢馬琴－百年以後の知音を俟つ』ミネルヴァ書房〈日本評伝選〉 2006
- 『春雨物語論』岩波書店 2009
- 『秋成 小説史の研究』ぺりかん社 2014

### 校訂・編著
- 『西山物語・雨月物語 ほか』（校注）日本古典文学全集48 小学館 1973、新版「完訳 日本の古典57」 1983
  - 『新編 日本古典文学全集78』小学館 1995
  - 『日本の古典をよむ19 雨月物語ほか』小学館 2008
- 『本朝怪談故事』 伝統と現代社 1978。阿部真司と共校注
- 『秋成集 （鑑賞日本の古典）』尚学図書 1981
- 『深川文化史の研究』（編） 吉原健一郎 東京都江東区総務部広報課 1987
- 『江戸怪談集』（校注・解説）岩波文庫（上中下） 1989
- 『大坂怪談集』（編著）和泉書院 1999
- 『日本怪談集　江戸編』（編・現代語訳） 河出文庫 1992
- 『復興する八犬伝』 勉誠出版 2008。諏訪春雄と共編

#### 退任記念論集
- 『見えない世界の文学誌　江戸文学考究』ぺりかん社 1994.3。論考21篇